# Люкумуэна, Дебора
Дебора Люкумуэна (фр. Déborah Lukumuena) — французская актриса. В 2017 году получила премию «Сезар» за лучшую женскую роль второго плана в фильме «Божественные»

## Биография
Дебора Люкумуена детство провела в городе Эпине-су-Сенар. После окончания школы она получила степень бакалавра искусств.
В 2016 году после прохождения кастинга была приглашена на роль Маймуны в фильме Уды Беньямины «Божественные». За эту роль она получила вместе со своей партнершей по фильму Улаею Амамрою, приз за лучшую женскую роль на Карфагенском кинофестивале в Тунисе, Премию «Люмьер» в номинации «Лучшая молодая актриса».

## Фильмография
- 2016 — Божественные / Divines — Маймуна
- 2017 — Туннель (сериал) / The Tunnel — Маню (1 эпизод)
- 2018 — Roulez jeunesse — Лу

## Награды и номинации
| Фестиваль / Премия        | Год  | Категория                    | Итог    | Фильм          |
| ------------------------- | ---- | ---------------------------- | ------- | -------------- |
| Кинофестиваль в Карфагене | 2016 | Лучшая актриса               | Награда | «Божественные» |
| «Люмьер»                  | 2017 | Самая многообещающая актриса | Награда | «Божественные» |
| «Сезар»                   | 2017 | Лучшая актриса второго плана | Награда | «Божественные» |